# 纽约市审计长
紐約市審計長（英語：New York City Comptroller）職位設立於1801年；他是紐約市的首席財務官，同時還是紐約市政府轄下各機構及其績效和開支的首席審計官。審計長同時還負責審查紐約市的所有城市合同、處理訴訟索賠的和解（2019年的涉及金額為9.75億美元）、發行市政債券和管理該市的龐大社會保障基金（截至2020年所管理的資產為2,400億美元）。
審計長通過紐約全市選舉產生；任期四年，可連任一屆。截至2021年，審計長所轄的紐約市審計長辦公室擁有800名僱員，預算超過1億美元。如果紐約市市長和紐約市公共議政員同時出現空缺，則由審計長接任市長職務。
現任紐約市審計長為民主黨人布拉德·蘭德，他於2021年當選。

## 職責概述
紐約市審計長負責審計紐約市政府所有下轄市政機關的績效和財務，同時就擬議的市政合同提出建議，並發佈城市經濟狀況報告、推廣和銷售市政債券以及管理城市債務。 審計長同時還是紐約市五個社會保障基金的“管理人及委員會投資顧問”，這些基金被統稱為“紐約市公共社會保障基金”或“紐約市社會保障基金”。 截至2020年，這些基金管理的資產總計達2400億美元，是美國第四大社會保障項目。 針對審計長的相關規定彙編於《紐約市法規彙編》第44編。
如果紐約市市長和紐約市公共議政員職位同時出現空缺，則審計長將成為代理市長。 由於審計長可對市長進行審查，因此可以說是紐約市僅次於市長的第二重要的民選官員。
截至2021年，審計長所轄的紐約市審計長辦公室擁有800名僱員，預算超過1億美元。

## 職位歷史
紐約市審計長是由紐約市立法委員會於1801年設立的任命制官員。 1802年9月6日，紐約市立法委員會就是否通過一項任命年薪約1,500美元（約合現在31,000美元）的審計長職位進行投票；在平票後，記錄官約翰·普雷沃斯特（John B Prevost）投下讚成票而促使該提案通過。 30年後，審計長還成為了財政局的上司。1884年，審計長改由全民選舉產生。 1938年，審計長開始成為紐約市政府一個獨立部門的負責人。不過從1938年開始，該職位再無共和黨人當選過。
審計長曾經是1873年成立的紐約市評估委員會的8名委員之一，直至該委員會於1989年被美國最高法院以“紐約市評估委員會訴莫里斯案”廢除。 紐約市評估委員會由市長、市議會主席、審計長與紐約市五個行政區的區長組成；其中由全市市民選舉產生的是市長、市議會主席和審計長在委員會內擁有四票投票權，而五位區長則各有兩票（儘管各區的人口規模並不相等）。 美國最高法院裁定這一構架違反了“一人一票”原則，於是廢除了評估委員會。
2022財年，審計長審計長解決了針對紐約市的12,188起索賠和訴訟，賠償金額達15億美元。 審計長還就城市計劃的有效性和服務質量以及財務問題發布了55份審計和特別報告，確定了實際及潛在的收入和節約。

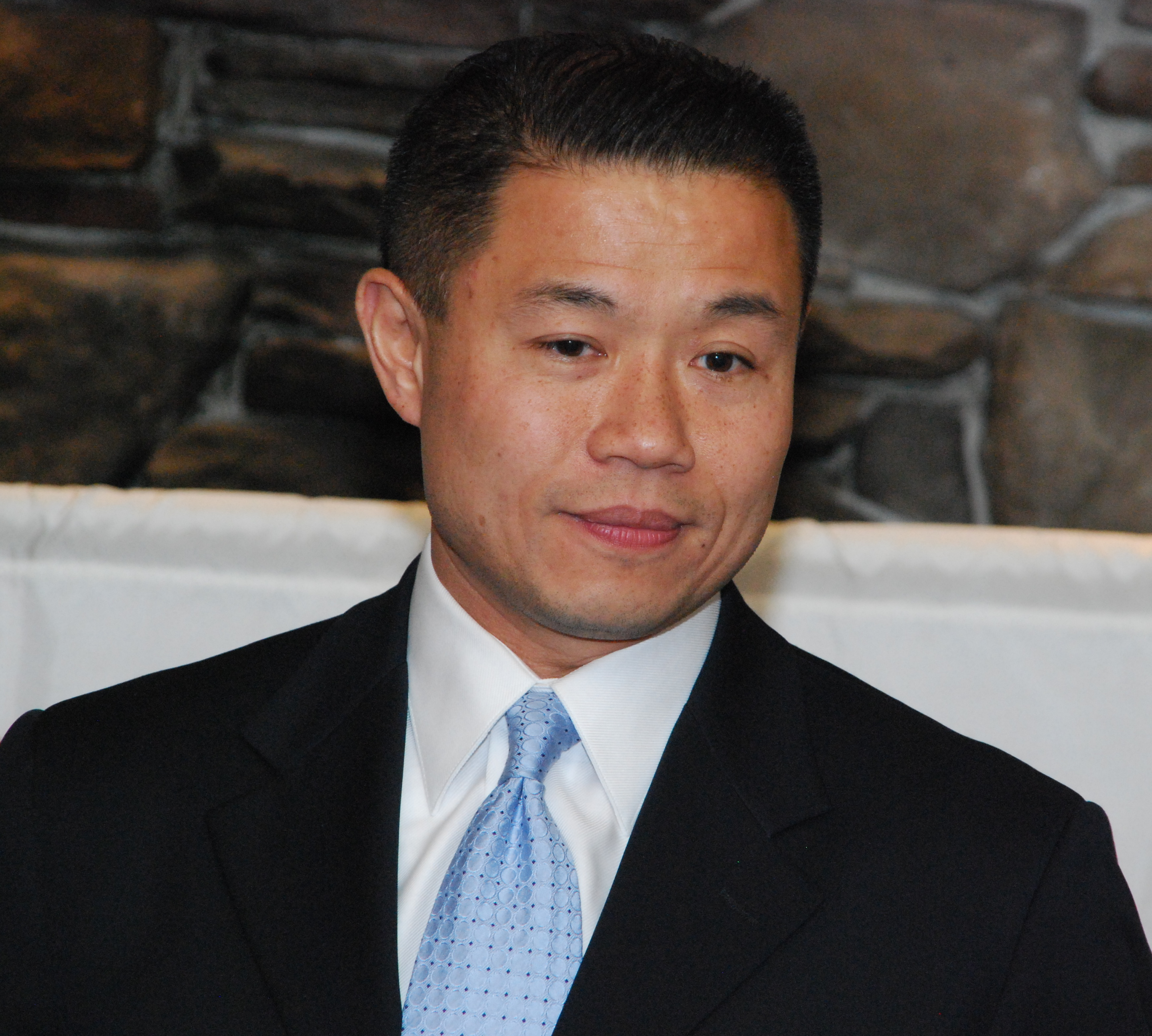
前紐約市審計長劉醇逸

在2009年選舉中，民主黨提名人劉醇逸在11月3日76%的得票率獲得該職位。在這次選舉中，共和黨提名人約瑟夫·門多拉（Joseph Mendola）贏得19%的選票；保守黨提名人斯圖亞特·艾維瑞克（Stuart Avrick）獲得2%的投票；而剩下的人選共獲得2%的投票。
2013年9月10日，在民主黨黨內初選中，曼哈頓區區長斯科特·斯特林格以黨內52%的得票率擊敗了因醜聞而辭去紐約州州長職務的艾略特·斯皮策，後者的黨內得票率為48%。 前華爾街金融家約翰·伯內特（John Burnett）則在共和黨黨內初選中並無對手挑戰。 赫沙姆·埃爾-梅利基（Hesham El-Meligy）作為一名獨立候選人參與競選，不過他也得到部分自由意志黨人的支持。 最後，斯特林格以80%的得票率贏得2013年選舉。伯內特在本次選舉中得票率為17%；綠黨候選人茱莉亞·維勒布蘭德得票率為2%，埃爾-梅利基的得票率為0.5%。
2017年，該職位沒有舉行民主黨初選。斯特林格在大選中面對共和黨人米歇爾·福克納，並以77%的選票獲勝。
2021年紐約市審計長選舉}的民主黨和共和黨的黨內初選於2021年6月22日舉行，正式選舉則於同年11月2日舉行。本次審計長選舉首次採用了排序複選制。 由於任期限制的原因，時任審計長斯科特·斯特林格無法參與本次競選。 參與本次選舉的知名候選人包括州參議員拜仁·班哲文、前美國海軍陸戰隊隊員扎克·伊斯科爾（Zach Iscol）、市議員布拉德·蘭德、州參議員凱文·帕克和州眾議員戴維·韋普林等。紐約市商界和政界的許多其他成員也參加了競選。

## 歷任名單

### 紐約市合並前
- 塞拉·斯特朗 （Selah Strong）（1802年—1805年）

- 本傑明·羅曼德（Benjamin Romaind）（1805年—1806年）

- 艾薩克·斯托滕伯格（Isaac Stoutenburg）（1806年—1807年）

- 雅各布·莫頓（英语：Jacob Morton）（1807年）

- 加勒特·布利克（Garret N. Bleecker）（1808年—1813年）

- 托馬斯·麥塞因（Thomas Mercein）（1813年—1816年）

- 加勒特·布利克（Garret N. Bleecker）（1816年—1831年）

- 塔爾曼·沃特斯（Talman J. Waters）（1831年—1836年）

- 道·威廉姆森（Douw D. Williamson）（1836年—1839年）

- 阿爾弗雷德·史密斯（Alfred A. Smith）（1839年—1842年）

- 道·威廉姆森（Douw D. Williamson）（1842年）

- 阿爾弗雷德·史密斯（Alfred A. Smith）（1843年—1844年）

- 道·威廉姆森（Douw D. Williamson）（1844年—1845年）

- 約翰·埃文（John Ewen）（1845年—1848年）

- 塔爾曼·沃特斯（Talman J. Waters）（1848年—1849年）

- 約翰·勞倫斯（英语：John L. Lawrence）（1849年）

- 約瑟夫·泰勒（Joseph R. Taylor）（1850年—1853年）

- 阿扎利亞·弗拉格（英语：Azariah C. Flagg）（1853年—1859年）

- 羅伯特·霍斯（Robert T. Haws）（1859年—1863年）

- 馬修·布倫南（Matthew T. Brennan）（1863年—1867年）

- 理查德·康諾利（英语：Richard B. Connolly）（1867年—1871年）

- 安德魯·格林（英语：Andrew Haswell Green）（1871年—1876年）

- 約翰·凱利（英语：John Kelly (New York politician)）（1876年—1881年）

- 艾倫·坎貝爾（Allan Campbell）（1881年—1883年）

- 黑斯廷斯·格蘭特（S. Hastings Grant）（1883年—1884年）

- 愛德華·洛斯（Edward V. Loss）（1884年—1888年）

- 西奧多·邁爾斯（英语：Theodore W. Myers）（1888年—1894年）

- 阿什伯爾·費奇（英语：Ashbel P. Fitch）（1894年—1898年）

### 紐約市合並後
- 伯德·科勒（英语：Bird Sim Coler）（1898年—1901年）

- 愛德華·格魯特（英语：Edward M. Grout）（1902年—1905年）

- 赫爾曼·梅斯（英语：Herman A. Metz）（1906年—1909年）

- 威廉·普倫德加斯特（英语：William A. Prendergast）（1910年—1917年）

- 查爾斯·萊西·克雷格（英语：Charles L. Craig）（1918年—1925年）

- 查爾斯·貝里（英语：Charles W. Berry）（1926年—1932年）

- 喬治·麥克尼尼（英语：George McAneny）（1933年）

- 阿瑟·坎寧安（英语：W. Arthur Cunningham）（1934年）

- 約瑟夫·麥戈德里克（英语：Joseph McGoldrick）（1935年）

- 弗蘭克·泰勒（英语：Frank J. Taylor）（1936年—1937年）

- 約瑟夫·麥戈德里克（英语：Joseph McGoldrick）（1938年—1945年）

- 拉撒路·約瑟夫（英语：Lazarus Joseph）（1946年—1953年）

- 勞倫斯·格羅薩（英语：Lawrence E. Gerosa）（1954年—1961年）

- 亞伯拉罕·貝姆（英语：Abraham Beame）（1962年—1965年）

- 馬里奧·普羅卡奇諾（英语：Mario Procaccino）（1966年—1969年）

- 亞伯拉罕·貝姆（英语：Abraham Beame）（1970年—1973年）

- 哈里森·戈爾丁（英语：Harrison J. Goldin）（1974年—1989年）

- 伊麗莎白·霍茲曼（英语：Elizabeth Holtzman）（1990年—1993年）

- 艾倫·赫維西（英语：Alan Hevesi）（1994年—2001年）

- 威廉·湯普森（英语：Bill Thompson (New York politician)）（2002年—2009年）

- 劉醇逸（John Liu）（2010年—2013年）

- 斯科特·斯特林格（英语：Scott Stringer）（2014年—2021年）

- 布拉德·蘭德（Brad Lander）（2022年迄今）

## 延伸閱讀
- Garelick, Noel C. . Jackson, Kenneth T.  (编). . New York Historical Society. 康涅狄格州紐黑文: 耶魯大學出版社. 1995: 270. ISBN 9780300055368. OCLC 1035757709 （英语）.

## 外部連接
- 官方网站